# Volo Turkish Airlines 345
Il volo Turkish Airlines 345 era un volo di linea passeggeri nazionale operato da un Fokker F28-1000 Fellowship, chiamato Bursa, dall'Aeroporto di Smirne all'aeroporto di Istanbul Yesilköy che si schiantò nel Mar di Marmara il 30 gennaio 1975 durante l'avvicinamento. Fu il secondo peggior incidente che coinvolse un Fokker F28 e il terzo incidente aereo più mortale in Turchia in quel periodo.

## Sfondo
L'aereo che operava il volo 345 era un Fokker F28-1000 Fellowship con numero di serie del produttore 11058 e compì il suo primo volo nel 1972. Da allora aveva accumulato 3713 ore di volo in 5062 cicli di decollo e atterraggio. Il volo 345 era decollato dall'aeroporto di Smirne-Cumaovasi intorno alle 18:00 EET (20:00 UTC) per un volo di 40 minuti verso l'aeroporto di Istanbul-Yesilköy con 38 passeggeri e 4 membri dell'equipaggio a bordo.

## L'incidente
Alle 18:39, l'aereo stava atterrando sulla pista dell'aeroporto di Istanbul-Yeşilköy, ma un'interruzione di corrente elettrica in quel momento costrinse l'equipaggio a iniziare un mancato avvicinamento. Ventidue secondi dopo lo spegnimento delle luci, il generatore di emergenza intervenne e ripristinò le luci della pista. Il pilota in comando scelse di rimanere a un'altitudine di 240 metri (790 piedi) seguendo le regole del volo a vista. Alle 18:43, i piloti chiesero il permesso di atterrare mentre si preparavano per un altro atterraggio. Tuttavia, poiché un altro aereo stava per decollare, il controllo del traffico aereo ordinò all'equipaggio del volo 345 di allungare la rotta per guadagnare tempo. Quando, alle 18:53, il controllo del traffico aereo tentò di stabilire un contatto con il Fokker, non ricevette alcuna risposta.
È stato stabilito che l'aereo si era schiantato nel Mar di Marmara, tuttavia il relitto non è mai stato individuato fino a diversi anni dopo.

## Recupero
I parenti delle vittime chiedevano continuamente, senza successo, il recupero del relitto e dei corpi delle vittime dal fondo del mare. Una porzione di 3 m (9,8 piedi) per 3 m (9,8 piedi) e 200 kg (440 libbre) dalla fusoliera posteriore con cinque telai di finestre è stata recuperata il 17 marzo 2009 da pescatori a strascico di gamberetti al  largo della costa di Avcılar - Florya. Il relitto è stato consegnato alla Turkish Airlines dopo l'ispezione di Stuart Kline, uno storico americano dell'aviazione civile che viveva in Turchia.